# Ivor Cutler
Ivor Cutler (Glasgow, 15 gennaio 1923 – Londra, 3 marzo 2006) è stato un poeta, cantautore, umorista, scrittore per bambini, storyteller, attore e pittore scozzese.
Divenne famoso per le sue partecipazioni a vari programmi della BBC Radio, in particolare a quelli condotti da John Peel. Scrisse molti libri soprattutto per bambini e fu per 30 anni insegnante di danza, poesia, dramma e musica per bambini di età compresa tra i 7 e gli 11 anni. Cutler definì l'esperienza di educatore, che si concluse nel 1980 con il pensionamento, di grande aiuto per la sua carriera artistica, affascinato ed influenzato com'era dall'entusiasmo dei bambini, come conferma l'infantile giocosità di molti dei suoi racconti brevi. Più in generale, i suoi lavori sono pervasi da un umorismo buffo e surreale, spesso venato da una sorta di malinconia sconfinante nell'idiosincrasia.
L'estremo anticonformismo e lo schietto umorismo che lo contraddistinguevano si manifestarono nelle sue opere, nella carriera scolastica, nei suoi interventi radiofonici, nel suo comportamento nella vita quotidiana e nel suo abbigliamento. Il giorno in cui lasciò la scuola di Paisley, la prima dove insegnò, tagliò la tawse punitiva che non aveva mai usato e consegnò i pezzi ai suoi alunni. Si muoveva in bicicletta, vestiva abitualmente gli stravaganti pantaloni chiamati plus fours e sui suoi cappelli erano sempre appuntate molte spilline. La sua originalità ed il suo spirito furono per molti oggetto di ammirazione ma gli procurarono le critiche dei benpensanti. Tra i suoi ammiratori più appassionati – oltre al già citato John Peel, che lo adorava – vi furono Bertrand Russell, John Lennon, Paul McCartney, Alan McGee, Billy Connolly e Johnny Rotten.

## Biografia
Nato in Scozia nel 1923 da un'austera famiglia di ebrei ortodossi, cominciò a manifestare le sue stravaganze fin da bambino. A 15 anni smise di frequentare la sinagoga per interessarsi ad altre religioni e a 20 divenne agnostico. Durante la II guerra mondiale gli fu assegnato il compito di navigatore sugli aerei della Royal Air Force, ma venne accusato di essere un sognatore distratto e trasferito ai servizi di terra come magazziniere. Iniziò ad insegnare a Paisley, nella natia Scozia e nel 1950 si trasferì alla sperimentale Summerhill School, nella contea inglese del Suffolk. Avrebbe in seguito dichiarato che lasciare la Scozia fu l'inizio della sua vita. Andò poi ad insegnare alle scuole pubbliche di Londra, dove con i suoi sistemi di insegnamento anticonvenzionali diventò un beniamino degli studenti. Era solito improvvisare le sue lezioni: un giorno accompagnò al pianoforte i suoi alunni a cui fece cantare una versione boogie di God Save the Queen (letteralmente: Dio salvi la regina). Si interruppe fingendosi arrabbiato chiedendo chi avesse cantato God Shave the Queen (Dio faccia la barba alla regina), ma nessuno lo aveva fatto, e riprese a suonare.
In quegli anni iniziò gli studi di pittura e scultura che abbandonò insoddisfatto, anche se alcuni dei suoi ritratti furono in seguito esposti alla National Portrait Gallery di Londra. Nello stesso periodo si segnalò per il suo umorismo e per le sue doti musicali, che gli garantirono verso la fine degli anni cinquanta i primi ingaggi radiofonici. Nel 1965, ebbe l'ispirazione per i suoi primi racconti non sense dalla musica jazz, sulla cui onda si lasciava trasportare a scrivere le storie che i suoni gli suggerivano, in modo che si sentisse più il rumore delle parole che non il significato. Scrisse molti libri per bambini, il cui personaggio principale è Herbert, un bambino che si sveglia ogni giorno pensando di essere un animale diverso. Pubblicò anche diverse raccolte di monologhi, prose e poesie, dove con umorismo spesso macabro descrisse il mondo come un posto strano popolato da gente con abitudini ancora più strane.

### Carriera musicale
Durante la sua lunga carriera, Cutler interpretò buona parte della propria musica recitando poesie con la sua caratteristica voce baritonale (anche molti dei brani cantati conservavano l'impronta di voce recitante) accompagnandosi di solito con l'harmonium o il piano. Un'altra particolarità era il modo con cui arrotava la erre, più marcata di quanto non la pronuncino normalmente gli scozzesi. Si esibì spesso con la poetessa Phyllis King, con la quale partecipò al programma della BBC King Cutler, dove recitavano in coppia e alternandosi. Il sodalizio artistico si estese anche nella vita privata ed i due vissero assieme in diversi periodi.
Cutler cominciò a comporre canzoni nella seconda metà degli anni cinquanta. Durante la prima audizione fece ascoltare uno dei suoi brani più divertenti; l'agente discografico a stento trattenne le risate e gli procurò i primi ingaggi, anche se il primo concerto in un locale di Islington, nel 1957, fu un insuccesso. Nel 1959 portò alcune registrazioni alla BBC, i cui responsabili furono entusiasti e lo invitarono ad esibirsi all'Home Service, il canale che in seguito sarebbe diventato BBC Radio 4. Fu la prima delle 38 apparizioni che fece per l'Home Service tra il 1959 ed il 1963. Sempre nel 1959, fu pubblicato il suo primo lavoro, l'EP Ivor Cutler of Y'Hup. Il primo LP uscì per la Decca Records nel 1961 con il titolo Who Tore Your Trousers?, composto da esilaranti canzoni satiriche e surreali.
Dopo che divenne famoso con le sue divertenti esibizioni radiofoniche fu notato dai Beatles, che lo ingaggiarono per interpretare la parte dell'autista di autobus Buster Bloodvessel nel film Magical Mystery Tour del 1967. Quello stesso anno, il manager del gruppo George Martin produsse il secondo LP di Cutler, Ludo, un album che si avventura nel jazz attribuito all'Ivor Cutler Trio e che confermò l'esilarante vena demenziale dell'autore. Le fantasticanti osservazioni contenute nei suoi brani e l'eccentrico modo in cui le presentava, lo trasformarono in un oggetto di culto ed una vera e propria icona della commedia, tanto da essere paragonato a Edward Lear e Lewis Carroll.
La prima delle 21 trasmissioni di The Peel Sessions in cui eseguì i propri brani, ospite di John Peel alla BBC Radio 1, andò in onda nel 1969. Il programma aumentò sensibilmente la sua popolarità e lo avrebbe visto protagonista fino al 1998. Negli anni settanta collaborò con il pianista jazz Neil Ardley ed il musicista progressive Robert Wyatt, per il quale suonò e cantò nel 1974 in Rock Bottom e nel concerto da cui sarebbe stato tratto Theatre Royal Drury Lane 8th September 1974. La collaborazione con Wyatt gli fruttò un ingaggio con la Virgin Records, per la quale incise gli album Dandruff nel 1974, Velvet Donkey nel 1975 e Jammy Smears nel 1976. In questi lavori si alternano canzoni e poesie scritte ed interpretate sia da Cutler che da Phyllis King. La collaborazione con la neonata Virgin, che era già diventata l'etichetta più importante del rock progressivo, lo rese famoso anche con il pubblico più giovane. Wyatt avrebbe poi interpretato "Go and sit upon the grass" di Cutler con il titolo "Grass" in un singolo del 1981, per poi inserirla nella compilation del 1982 Nothing Can Stop Us.
Negli anni settanta Cutler fu impegnato nel proprio programma radiofonico Life in a Scotch Sitting Room, in cui trasmise tra le altre cose i brani registrati con Peel. Nel 1978, tali brani furono pubblicati in Life in a Scotch Sitting Room, Vol. 2 (Volume 1 era un brano di Dandruff), un album da alcuni considerato il suo capolavoro per le emozioni che trasmettono i suoi racconti scherzosi ed autobiografici. Trasferì i racconti dell'album nell'omonimo libro illustrato, che fu pubblicato nel 1984.
Firmò un contratto con la etichetta indipendente Rough Trade Records, che pubblicò i suoi tre album Privilege (1983), Prince Ivor (1986) e Gruts (1986), ed il singolo Women of the World, registrato con Linda Hirst nel 1983. L'etichetta per cui suonano gli Oasis, la Creation Records, pubblicò due suoi album composti da poesie e brani musicali parlati, A Wet Handle del 1997 e A Flat Man del 1998. All'età di 76 anni e con problemi di salute, incise i suoi ultimi brani nel 1999 per la compilation di canzoni da lui scelte Cute (H)ey? della EMI. Nell'album compaiono alcuni tra i suoi musicisti preferiti, tra cui Arvo Pärt, Nina Simone, Mahalia Jackson, Lennie Tristano, Miriam Makeba e Robert Wyatt.
Apparve tre volte al popolare Meltdown Festival di Londra: nel 1997 al fianco di Laurie Anderson, nel 1998 con Jesus & Mary Chain, Sonic Youth e Spiritualized. L'ultima apparizione fu nel 2001, quando Wyatt era il responsabile artistico, e fece da supporto a Elvis Costello.

## Discografia

### Album in studio
- 1961 Who Tore Your Trousers?
- 1967 Ludo
- 1974 Dandruff
- 1975 Velvet Donkey
- 1976 Jammy Smears
- 1983 Privilege
- 1986 Prince Ivor
- 1986 Gruts
- 1997 A Wet Handle
- 1998 A Flat Man

### Live
- 1978 Life in a Scotch Sitting Room, Vol. 2 (brani dal vivo nel programma The Peel Sessions)

### Extended Plays
- 1959 Ivor Cutler of Y'Hup
- 1961 Get Away from the Wall
- 1989 Peel Sessions

### Compilation
- 2005 An Elpee and Two Epees (raccolta dei brani delle prime tre pubblicazioni)

## Opere
Poesia
- 1973 Many Flies Have Feathers. Trigram Press.
- 1977 A Flat Man. Trigram Press. ISBN 0-85465-053-9
- 1981 Private Habits. Arc Publications. ISBN 0-902771-89-2
- 1984 LARGE et Puffy. Arc Publications. ISBN 0-902771-70-1
- 1986 Fresh Carpet. Arc Publications. ISBN 0-902771-68-X
- 1988 A Nice Wee Present from Scotland. Arc Publications. ISBN 0-902771-73-6
- 1991 A Fly Sandwich and Other Menu. Methuen. ISBN 0-413-65940-2
- 1992 Is That Your Flap, Jack?. Arc Publications. ISBN 0-946407-76-2
- 1994 A Stuggy Pren. Arc Publications. ISBN 0-946407-94-0
- 1996 A Wet Handle. Arc Publications. ISBN 1-900072-06-8
- 1999 South American Bookworms. Arc Publications. ISBN 1-900072-35-1
- 2003 Scots Wa' Straw. Arc Publications ISBN 1-900072-94-7

Prosa
- 1966 Cockadoodledon't!!!. Dennis Dobson.
- 1984 Life in a Scotch Sitting Room, Vol.2. Methuen. ISBN 0-413-73580-X
- 1986 Gruts. Methuen. ISBN 0-413-40810-8
- 1987 Fremsley. Methuen. ISBN 0-413-15540-4
- 1990 Glasgow Dreamer. Methuen. ISBN 0-413-73600-8

Libri per bambini
- Meal One. Armada Lions.
- 1975 Balooky Klujypop. Heinemann.
- The Animal House. Armada Lions.
- 1984 The Vermillion Door. Walker Books.
- 1984 The Pomegranate Door. Walker Books.
- 1984 Herbert the Chicken. Walker Books.
- 1984 Herbert the Elephant. Walker Books.
- 1984 Herbert the Questionmark. Walker Books.
- 1984 Herbert the Herbert. Walker Books.
- 1987 One and a Quarter. ISBN 0-233-98060-1
- 1988 Herbert: 5 Stories. Walker Books. ISBN 0-7445-4778-4
- 1991 Grape Zoo. Walker Books. ISBN 0-7445-2327-3
- 1992 Doris the Hen. Heinemann. ISBN 0-434-93354-6
- 1995 The New Dress. The Bodley Head. ISBN 0-370-31873-0

Altro
- 1992 Befriend a Bacterium: Stickies by Ivor Cutler. Pickpocket Books. ISBN 1-873422-11-3 (collezione di adesivi con i disegni e gli aforismi di Cutler, che lo stesso Cutler distribuiva alla gente).

## DVD
- 2005 Looking for Truth with a Pin  (scheda su IMDB).